# Letis albicans
Letis albicans är en fjärilsart som beskrevs av Walker 1858. Letis albicans ingår i släktet Letis och familjen nattflyn. Inga underarter finns listade i Catalogue of Life.